# Dick Lugar
Richard Green Lugar (født 4. april 1932 i Indianapolis, Indiana, død 28. april 2019) var en amerikansk politiker. Medlem af det Republikanske Parti. Senator fra Indiana fra 1977 til 2013. Borgmester i Indianapolis fra 1967-1977. Lugar forsøgte, uden held, at blive opstillet som præsidentkandidat ved valget i 1996.
Lugar blev uddannet fra det private Denison University i Ohio i 1954 og siden fra Pembroke College i Oxford i 1956. Efter universitetet var Lugar tre år i den amerikanske flåde.
Lugar forsøgte første gang at blive valgt til senatet i 1974, hvor han tabte til den siddende senator demokraten Birch Bayh. Da han stillede op igen to år senere, slog han statens anden senator, demokraten Vance Hartke og blev siden genvalgt fem gange. I 2012 blev han vraget, idet han tabte primærvalget til Richard Mourdock, som siden tabte senatsvalget til sin demokratiske modkandidat.
Som medlem af senatet havde Lugar skabt sig anerkendelse på det udenrigspolitiske område, hvor han i flere perioder har været formand for det udenrigspolitiske udvalg. Lugar regnes for at være politisk moderat og tilhænger af en mere multilateralitisk udenrigspolitik end f.eks. præsident George W. Bush.
Lugar var mest kendt for sit arbejde sammen med den tidligere senator Sam Nunn fra Georgia og for sit arbejde for at reducere mængden af kemiske, biologiske og atomare våben i det tidligere Sovjetunionen.

## Links
- Lugars officielle hjemmeside Arkiveret 7. juli 2005 hos  Wayback Machine
- Lugars kampagnehjemmeside Arkiveret 5. marts 2006 hos  Wayback Machine